# Vegalta Sendai 2013
Questa voce raccoglie le informazioni riguardanti il Vegalta Sendai nelle competizioni ufficiali della stagione 2013.

## Divise e sponsor
La Asics aggiunge ulteriori inserti sulla maglia, che vanno dal blu per la prima e la seconda divisa, al nero per la terza. Tutti gli sponsor ufficiali (Iris Ohyama, The 77 Bank e Yamaya) vengono confermati.

## Rosa
| N. |                           | Ruolo | Calciatore           |
| -- | ------------------------- | ----- | -------------------- |
| 1  | Giappone (bandiera)       | P     | Shigeru Sakurai      |
| 2  | Giappone (bandiera)       | D     | Jirō Kamata          |
| 3  | Giappone (bandiera)       | D     | Kōdai Watanabe       |
| 4  | Giappone (bandiera)       | D     | Toshio Shimakawa     |
| 5  | Giappone (bandiera)       | D     | Naoki Ishikawa       |
| 6  | Giappone (bandiera)       | D     | Makoto Kakuda        |
| 7  | Giappone (bandiera)       | C     | Hiroaki Okuno        |
| 8  | Giappone (bandiera)       | C     | Toshihiro Matsushita |
| 9  | Giappone (bandiera)       | A     | Takayuki Nakahara    |
| 10 | Corea del Nord (bandiera) | C     | Ryang Yong-gi        |
| 13 | Giappone (bandiera)       | A     | Atsushi Yanagisawa   |
| 14 | Giappone (bandiera)       | C     | Hayato Sasaki        |
| 15 | Brasile (bandiera)        | C     | Heberty              |
| 16 | Giappone (bandiera)       | P     | Takuto Hayashi       |

| N. |                     | Ruolo | Calciatore     |
| -- | ------------------- | ----- | -------------- |
| 17 | Giappone (bandiera) | C     | Shingo Tomita  |
| 18 | Brasile (bandiera)  | A     | Wilson         |
| 19 | Giappone (bandiera) | A     | Yūki Mutō      |
| 20 | Giappone (bandiera) | D     | Takuya Wada    |
| 21 | Giappone (bandiera) | P     | Kentarō Seki   |
| 22 | Giappone (bandiera) | P     | Kei Ishikawa   |
| 23 | Giappone (bandiera) | C     | Naoya Tamura   |
| 24 | Giappone (bandiera) | A     | Shingo Akamine |
| 25 | Giappone (bandiera) | C     | Naoki Sugai    |
| 26 | Giappone (bandiera) | C     | Keita Fujimura |
| 27 | Brasile (bandiera)  | C     | Diogo          |
| 28 | Giappone (bandiera) | C     | Koji Achisuka  |
| 29 | Giappone (bandiera) | D     | Taikai Uemoto  |
| 30 | Giappone (bandiera) | C     | Yuta Echigo    |

## Calciomercato

### Sessione invernale
| Acquisti | Acquisti         | Acquisti        | Acquisti |
| R.       | Nome             | da              | Modalità |
| -------- | ---------------- | --------------- | -------- |
| P        | Kentarō Seki     | Yokohama FC     |          |
| D        | Toshio Shimakawa | Blaublitz Akita |          |
| D        | Naoki Ishikawa   | Albirex Niigata |          |
| D        | Koji Hachisuka   |                 |          |
| D        | Takuya Wada      | Tokyo Verdy     |          |
| C        | Diogo            | Sport Recife    |          |
| C        | Heberty          | Thespa Gunma    |          |
| C        | Hayato Sasaki    | Gamba Osaka     |          |

| Cessioni | Cessioni            | Cessioni         | Cessioni |
| R.       | Nome                | a                | Modalità |
| -------- | ------------------- | ---------------- | -------- |
| P        | Yosuke Abe          | Zweigen Kanazawa |          |
| D        | Toshihiko Uchiyama  |                  |          |
| D        | Park Ju-Sung        | Gyeongnam        |          |
| D        | Keisuke Harada      | Tochigi          |          |
| C        | Kunimitsu Sekiguchi | Urawa Reds       |          |
| C        | Deyvid Sacconi      |                  |          |

## Risultati

### Campionato

#### Girone di andata
| Arbitro: | Hosotani |

|              |           |          |
| Watanabe 49’ | Marcatori | 72’ Hugo |

| Arbitro: | Nishimura |

|                         |           |                    |
| Davi 30’, 49’ Osako 48’ | Marcatori | 47’ Ota 67’ Wilson |

| Arbitro: | Murakami |

|                          |           |                |
| Matsushita 5’ Wilson 86’ | Marcatori | 52’ Matsushita |

| Arbitro: | Yamamoto |

|              |           |     |
| Kakitani 51’ | Marcatori | 32’ |

| Arbitro: | Inoue |

|  |           |             |
|  | Marcatori | 16’ Naruoka |

| Arbitro: | Tojo |

|                       |           |         |
| Kakuda 47’ Wilson 60’ | Marcatori | 80’ Lee |

| Arbitro: | Ogiya |

|                                          |           |                                |
| Okubo 25’, 53’ Renatinho 28’ (rig.), 40’ | Marcatori | 49’ Ryang Yong-Gi 60’ Ishikawa |

| Arbitro: | Nishimura |

|             |           |            |
| Akamine 53’ | Marcatori | 15’ Fujita |

| Nagoya 6 maggio 2013 | Nagoya Grampus | – | Vegalta Sendai | Mizuho Athletic Stadium |

| Sendai 11 maggio 2013 | Vegalta Sendai | – | Omiya Ardija | Yurtec Stadium Sendai |

| Yokohama 18 maggio 2013 | F·Marinos | – | Vegalta Sendai | Nissan Stadium |

| Shizuoka 25 maggio 2013 | Shimizu S-Pulse | – | Vegalta Sendai | Outsourcing Stadium Nihondaira |

| Saitama 29 maggio 2013 | Urawa Reds | – | Vegalta Sendai | Saitama Stadium 2002 |

| Sendai 6 luglio 2013 | Vegalta Sendai | – | Shonan Bellmare | Yurtec Stadium Sendai |

| Oita 10 luglio 2013 | Oita Trinita | – | Vegalta Sendai | Oita Bank Dome |

| Sendai 13 luglio 2013 | Vegalta Sendai | – | Júbilo Iwata | Yurtec Stadium Sendai |

| Sendai 17 luglio 2013 | Vegalta Sendai | – | Sanfrecce | Yurtec Stadium Sendai |

#### Girone di ritorno
| Kofu 31 luglio 2013 | Ventforet Kofu | – | Vegalta Sendai | Yamanashi Chuo Bank Stadium |

| Sendai 3 agosto 2013 | Vegalta Sendai | – | Kawasaki Frontale | Yurtec Stadium Sendai |

| Sendai 10 agosto 2013 | Vegalta Sendai | – | Kashima Antlers | Yurtec Stadium Sendai |

| Kashiwa 17 agosto 2013 | Kashiwa Reysol | – | Vegalta Sendai | Hitachi Kashiwa Soccer Stadium |

| Tosu 24 agosto 2013 | Sagan Tosu | – | Vegalta Sendai | Best Amenity Stadium |

| Sendai 28 agosto 2013 | Vegalta Sendai | – | Cerezo Osaka | Yurtec Stadium Sendai |

| Hiratsuka 31 agosto 2013 | Shonan Bellmare | – | Vegalta Sendai | BMW Stadium |

| Sendai 14 settembre 2013 | Vegalta Sendai | – | Oita Trinita | Yurtec Stadium Sendai |

| Saitama 21 settembre 2013 | Omiya Ardija | – | Vegalta Sendai | NACK5 Stadium Ōmiya |

| Sendai 28 settembre 2013 | Vegalta Sendai | – | F·Marinos | Yurtec Stadium Sendai |

| Iwata 5 ottobre 2013 | Júbilo Iwata | – | Vegalta Sendai | Yamaha Stadium |

| Sendai 19 ottobre 2013 | Vegalta Sendai | – | Nagoya Grampus | Yurtec Stadium Sendai |

| Hiroshima 27 ottobre 2013 | Sanfrecce | – | Vegalta Sendai | Hiroshima Big Arch |

| Sendai 10 novembre 2013 | Vegalta Sendai | – | Urawa Reds | Yurtec Stadium Sendai |

| Niigata 23 novembre 2013 | Albirex Niigata | – | Vegalta Sendai | Niigata Stadium |

| Sendai 30 novembre 2013 | Vegalta Sendai | – | Shimizu S-Pulse | Yurtec Stadium Sendai |

| Tokyo 7 dicembre 2013 | FC Tokyo | – | Vegalta Sendai | Tokyo Stadium |

### AFC Champions League
| Arbitro: | Liu Kwok Man |

|                          |           |           |
| Ryang Yong-Gi 53’ (rig.) | Marcatori | 76’ Osmar |

| Nanchino 12 marzo 2013, ore 19:40 UTC+8 | Jiangsu Sainty | 0 – 0 referto | Vegalta Sendai | Nanjing Olympic Sports Center (44 785 spett.)\| Arbitro: \| Baloushi \| |
| Arbitro:                                | Baloushi       |               |                |                                                                         |

| Arbitro: | Kovalenko |

|                             |           |            |
| Escudero 6’ Kim Jin-Kyu 22’ | Marcatori | 87’ Wilson |

| Arbitro: | Alzarooni |

|                |           |  |
| Yanagisawa 16’ | Marcatori |  |

| Arbitro: | Abdulnabi |

|           |           |                |
| Osmar 53’ | Marcatori | 90+3’ Nakahara |

| Arbitro: | Ravshan |

|           |           |                          |
| Sugai 24’ | Marcatori | 38’ Liu Jianye 38’ Hamdi |

## Statistiche

### Statistiche di squadra
| Competizione         | Punti | Totale | Totale | Totale | Totale | Totale | Totale | D.R. |
| Competizione         | Punti | G      | V      | N      | P      | Gf     | Gs     | D.R. |
| -------------------- | ----- | ------ | ------ | ------ | ------ | ------ | ------ | ---- |
| AFC Champions League | -     | 6      | 1      | 3      | 2      | 5      | 6      | -    |
| Totale               |       | 6      | 1      | 3      | 2      | 5      | 6      |      |